# Ala obliqua

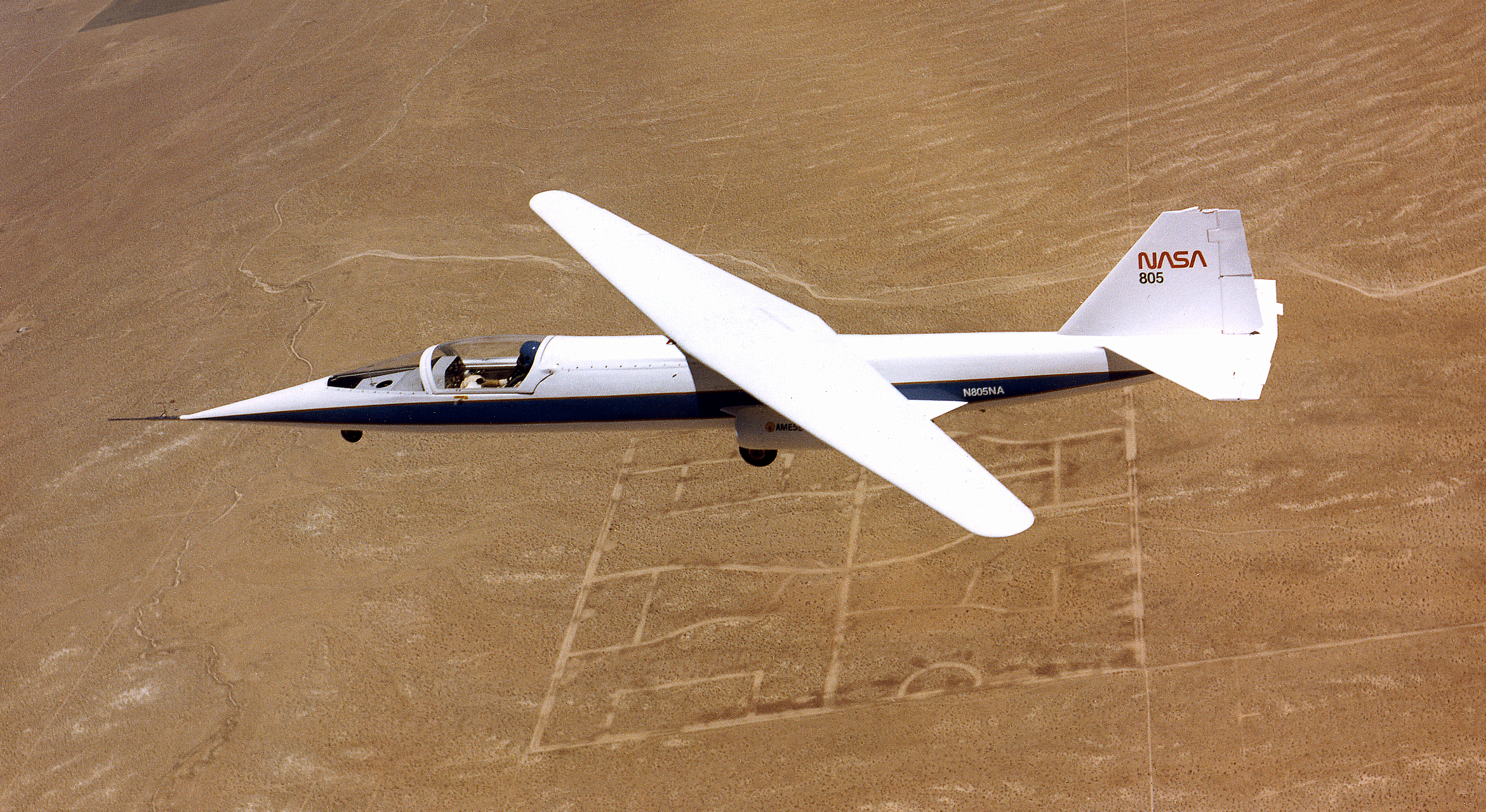
L'ala obliqua di un NASA AD-1.

L'ala obliqua è un particolare tipo di ala a freccia variabile. Un aeroplano dotato di ala obliqua possiede un meccanismo in grado di ruotare l'intera ala intorno ad un punto della fusoliera, in modo che una delle due semiali abbia un angolo di freccia positivo e l'altra abbia un angolo di freccia negativo.
Variando in questo modo l'angolo di freccia è possibile diminuire la resistenza indotta nel volo ad alte velocità utilizzando un elevato angolo di rotazione senza sacrificare le prestazioni a bassa velocità utilizzando per il volo subsonico un angolo pari o vicino a zero.

Su un aereo di questo tipo una semiala ruota solo in una direzione, vale a dire che le due semiali possono variare il loro angolo di freccia solo da zero ad un determinato valore e da quel valore nuovamente a zero.

## Storia

### Primi anni del '900
Il primo progetto di ala obliqua fu originariamente proposto da Edmond de Marcay ed Emile Moonen nel 1912. L'idea era di variare l'ampiezza dell'ala obliqua per l'atterraggio in scivolata laterale (manovra di atterraggio con vento laterale).
Verso la fine della seconda guerra mondiale l'ingegnere tedesco Richard Vogt progettò 2 velivoli, mai realizzati, di questo tipo: Blohm & Voss P.202 e Messerschmitt Me P.1009, brevettato dall'azienda aeronautica Messerschmitt. In seguito alla sconfitta nazista fu portato negli USA tramite l'Operazione Paperclip.

### Post WW2: ricerche NASA
Nel 1958 si affacciarono sulla scena R.T. Jones, e i suoi colleghi del NASA's Ames Research Center, che rimase il più autorevole sostenitore del progetto; dopo una decina d’anni passati a studiare la risposta di questa geometria in galleria del vento, avanzò l'ipotesi che velivoli con ala obliqua (asimmetrica) offrissero dei vantaggi a velocità transoniche e supersoniche rispetto ad aerei con profilo alare convenzionale. Nacque così il programma Oblique Wing Research Aircraft (OWRA).
Tuttavia, una serie di incertezze e difficoltà tecnologiche associate a questa configurazione insolita ne hanno impedito l'applicazione agli aeromobili operativi. Ad esempio: si osservano variazioni significative nel momento di rotolamento con il cambiare dell'angolo di freccia. Accoppiamenti inerziali insoliti e caratteristiche aeroelastiche complicano ulteriormente la dinamica di tali velivoli, e per alcune configurazioni di ala obliqua l'integrazione della propulsione è problematica.
A metà degli anni '70 il NASA Dryden Flight Research Center e Ames costruirono il primo dimostratore OWRA che fece tre voli, sul fondale asciutto del lago Rosamond presso la base dell'aeronautica militare di Edwards, di circa 1 ora ciascuno. Dopo il primo volo, problemi di stabilità longitudinale hanno richiesto un cambio di configurazione. La coda è stata spostata indietro di tre piedi e questa configurazione è stata utilizzata per gli ultimi due voli. Le manovre sono state eseguite con angoli di freccia da 0 a 45 gradi.
Più avanti l'ingegnere statunitense Burt Rutan, anche grazie ai dati del primo dimostratore, progettò il primo velivolo ad ala obliqua con equipaggio, a bassa velocità e basso costo, l'AD-1, che volò 79 volte tra il 1979 e il 1982. La Ames Industrial Co. lo costruì con un contratto da 240 000 USD per conto della NASA. Sono stati anche eseguiti test e simulazioni dettagliati nella galleria del vento per caratterizzare il dimostratore senza un significativo aumento del controllo, fino ad angoli di freccia di 60 °. L'asimmetria ha causato problemi come la forza laterale dell'ala principale e uno stallo asimmetrico che ha aumentato la difficoltà di pilotaggio del velivolo con ali oblique di oltre 45°. Completati i test, l'AD-1 è stato ritirato ed è ora esposto all'Hiller Aviation Museum di San Carlos, in California.
Nel giugno-luglio 1987 NASA Ames in collaborazione con Rockwell International condussero un'indagine sperimentale, sempre per il programma OWRA, nell’11-foot TWT (galleria del vento transonica) per studiare le prestazioni aerodinamiche, la stabilità e le caratteristiche di controllo di un modello in scala ≈1:11,5 di un F-8 equipaggiato con un'ala obliqua, sono stati fatti numerosi studi a varie configurazioni: velocità, angoli di freccia, profili, ellissi in pianta e posizioni alari con l’obbiettivo di progettare un dimostratore OFW.
Nel luglio 1988 furono pubblicati i risultati confermando ancora una volta le alte prestazioni e la difficile manovrabilità di un OFW ad alte velocità e angoli di freccia.
All'inizio degli anni 90 il centro di ricerca Ames ha condotto uno studio riguardante un tuttala obliquo, in collaborazione con Boeing (Seattle), Douglas Aircraft Corporation (Long Beach, California) e un team di ricercatori della Stanford University.
Il progetto finanziato dalla NASA puntava a realizzare un velivolo da trasporto commerciale supersonico con capienza di 500 posti. Il modello più piccolo è stato impiegato per comprendere i problemi che era importante risolvere prima di realizzare quello più grande. Questo velivolo utilizzava un sistema di controllo per migliorare il pilotaggio e consentire al velivolo, risaputo instabile, di volare con successo.
Durante il corso di questa ricerca il team della Stanford University ha creato un UAV tuttala obliquo di 17 piedi (5,18 m), dimostrando il volo con una stabilità statica negativa del 3 %. Lo studio del design è culminato in due progetti di ali, chiamati OAW-3 progettato da Ames e DAC-1 da Douglas Aircraft Company. Tutti e 2 i progetti sono stati testati nella 9 X 7 SWT, una galleria del vento supersonica, ma un solo OAW-3 era completo di superfici di controllo e gondola motore.
A seguito di questo studio, la NASA ha costruito un piccolo velivolo dimostrativo telecomandato con un'apertura alare di 20 piedi (6,1 m). Ha volato solo una volta, per quattro minuti nel maggio 1994, così facendo ha dimostrato un volo stabile con un'inclinazione dell'ala obliqua da 35° a 50°. Nonostante questo successo, il programma di ricerca della NASA e ulteriori studi sull'ala obliqua furono cancellati. Purtroppo per ragioni storiche si hanno a disposizione pochi dati riguardo a tutti gli studi effettuati in passato, specialmente possibili progetti russi.

### Primi anni 2000: progetto DARPA
Nell'agosto 2005 venne pubblicato un programma DARPA contenente informazioni relative a un bombardiere UAV supersonico ad ala volante obliqua. La DARPA assegnò a Northrop Grumman un contratto da 10,3 milioni di USD per effettuare degli studi preliminari per un dimostratore, noto come Northrop Grumman Switchblade.
Si voleva produrre un velivolo dimostrativo tecnologico per esplorare le varie opportunità e comprendere le sfide da affrontare. L'aereo proposto sarebbe un tuttala in cui l'ala (61 m) è spostata con un lato dell'aereo in avanti e uno indietro in modo asimmetrico (tuttala obliquo). Si ritiene che questa configurazione del velivolo gli permetta un'alta velocità (vMAX=Ma 2), lunga autonomia (≈9300 km), quota di tangenza 60 000 ft (≈18 km) e lunga resistenza. Il programma prevedeva due fasi: la fase 1 (teorica) mirava ad un progetto concettuale, mentre la fase 2 riguardava la progettazione, la produzione e il test di volo di un aeromobile. Il programma sperava di produrre un set di dati che potesse quindi essere utilizzato in futuro. Purtroppo è stato infine cancellato nel 2008 alla fase 1, adducendo difficoltà con i sistemi di controllo.

## Teoria
L'idea generale dietro la progettazione di un aereo ad ala obliqua ed in generale dietro al principio di ala a freccia variabile è avere un aereo che abbia alte prestazioni sia a bassi valori di velocità che a valori vicini o superiori a quelli del suono. 
Dal momento che in questi due regimi di volo la resistenza aerodinamica è dominata da componenti diverse al variare della velocità, progettare un'ala che si comporti in maniera efficiente in tutte le condizioni è problematico.
A basse velocità la resistenza indotta (dovuta alla formazione di vortici alle estremità alari) è la componente dominante della resistenza aerodinamica, che è maggiore al diminuire della velocità ed è quindi particolarmente elevata alle velocità di decollo o atterraggio. In questo regime di volo è però necessario avere una elevata superficie alare e ampie superfici di controllo per avere una buona portanza e buona manovrabilità. Un modo per coniugare un'ampia superficie alare ed una bassa resistenza indotta è aumentare l'allungamento alare, ed è la soluzione di solito adottata per gli alianti, che hanno ali sottili ed allungate.
A velocità vicine a quella del suono ed a velocità superiori diventa invece dominante la resistenza d'onda. Per minimizzarla sarebbe necessario avere ali corte e ad elevato angolo di freccia, ma queste risulterebbero poco efficienti a basse velocità.
Per questo motivo è stata da tempo sviluppata l'ala a geometria variabile, che può variare il suo angolo di freccia da valori prossimi allo zero (per il volo a bassa velocità) a valori elevati (per il volo ad alta velocità).

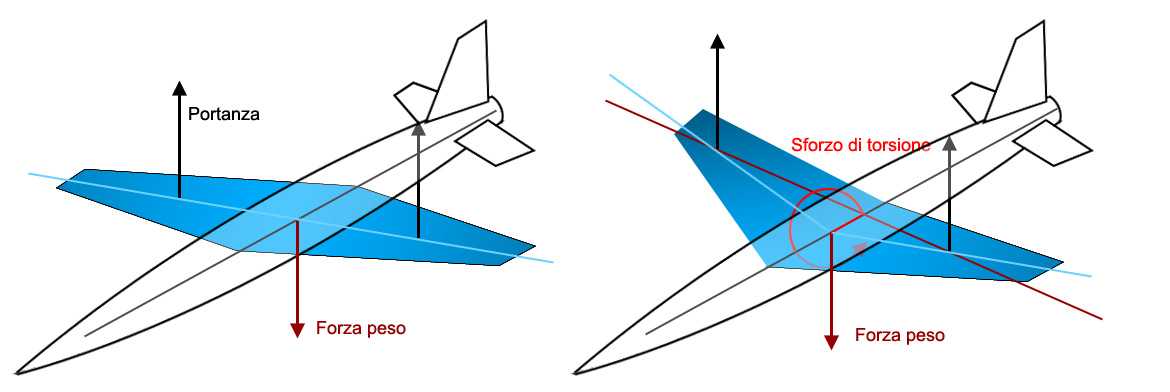
In questo schema semplificato, vediamo che in un'ala obliqua (a sinistra) la portanza ed il punto di collegamento dell'ala alla fusoliera sono sempre allineati. In un'ala simmetrica, invece, la linea che congiunge i punti di applicazione della portanza non passa per il punto di collegamento tra ali e fusoliera. Questo genera uno sforzo torcente tanto maggiore quanto maggiore è l'angolo di freccia.

Un'ala obliqua avrebbe prestazioni migliori di un'ala in cui entrambe le semiali abbiano lo stesso angolo di freccia, in quanto gli studi finora svolti dimostrano che questa soluzione riduce di molto la resistenza d'onda. Un velivolo ad ala obliqua potrebbe quindi avere una minor resistenza a bassa velocità, a cui si accompagna un minor consumo di carburante e quindi un raggio d'azione maggiore a parità di prestazioni.
Un'ala con questa struttura sarebbe anche più solida, perché il baricentro dell'ala e la portanza si troverebbero sempre allineati, senza genere quindi sforzi che possano deformare l'ala. Un'ala a freccia variabile infatti è sottoposta ad una forza di torsione proporzionale all'angolo di freccia.
Lo svantaggio principale che ha evitato l'introduzione delle ali oblique è il complesso comportamento aerodinamico, che rende complessa la progettazione e la gestione del volo fino all'introduzione di metodi di calcolo avanzati e di efficienti sistemi di volo servoassistito.
In teoria, comunque, l'uso di aerei ad ali oblique potrebbero migliorare drasticamente il trasporto aereo commerciale, riducendo i consumi ed i costi e diminuendo la rumorosità nelle vicinanze degli aeroporti.